# Vochysia liscanoi
Vochysia liscanoi är en tvåhjärtbladig växtart som beskrevs av L. Marcano-berti. Vochysia liscanoi ingår i släktet Vochysia och familjen Vochysiaceae. Inga underarter finns listade i Catalogue of Life.